# Недашево 1
Неда́шево 1 (бел. Нядашава 1) — деревня в составе Подгорьевского сельсовета Могилёвского района Могилёвской области Белоруссии.

## Население
- 1999 год — 130 человек
- 2010 год — 83 человека
- 2024 год - менее 30 человек